# Херольд, Дебора
Дебора Херольд (англ. Deborah Herold, род. 18 февраля 1995, Порт-Блэр) — индийская трековая велогонщица.

## Карьера
Дебора Херольд принадлежит к шомпенской национальности. Она выросла на острове Кар-Никобар, где её отец служил на базе ВВС Car Nicobar офицером ВВС. Она находится в Порт-Блэре, когда остров был затоплен в результате цунами 2004 года. Девятилетняя Херальд провела более недели, застряв на дереве, выживая за счет листьев и коры деревьев прежде чем её спасли. Впоследствии она вспоминает, что получила травму из-за этого.
Чтобы справиться с травмой, Герольд начал заниматься спортом, в том числе прыгать в длину и ездить на велосипеде. Благодаря своим успехам, она поддерживается Управлением спорта Индии (SAI), один из центров которого расположен на Андаманских островах. С 2011 года она живёт в Нью-Дели, отдельно от семьи. Она тренируется на велодроме в спортивном комплексе имени Индиры Ганди. В одном из интервью она сказала, что страдает постоянной тоской по дому, но сосредоточена на своих спортивных успехах.
Благодаря своим результатам она становится первым индийским велогонщиков как среди женщин, так и среди мужчин вошедшим в четвёрку лучших в одной из трековой классификации UCI. Она оказалась четвёртой в гите на 500 метров, опередив нидерландку Элис Лигтле, вице-чемпионку Европы в данной дисциплине. В 2016 году она стала первой индийской велогонщицей, прошедшей квалификацию на Чемпионат мира по трековому велоспорту, где она финишировала 15-й и последней в гите 500 метров. Индийская газета назвала её «велосипедной сенсацией».
Приняла участие в Играх Содружества 2018 в Австралии. В 2021 году она стала чемпионом Индии в командном спринте вместе с Никитой Ниши и Селестиной Селестиной.
Спортивной целью Деборы было принять участие в Олимпийских играх 2020 года в Токио, но в состав сборной Индии она не вошла.

## Достижения
2014
Кубок Азии
1-я в гите на 500 м
1-я в командном спринте (с Кезия Варгиз)
2016
Чемпионат мира
15-я в гите на 500 м
2017
Чемпионат мира
12-я в командном спринте (выбыли в 1/4 финала)
20-я в гите на 500 м
28-я в командном спринте (выбыли в 1/16 финала)
2018
Чемпионат мира
14-я в командном спринте
22-я в гите на 500 м (с Алена Режи)
2019
 Чемпионка Индии — командный спринт